# Стимулант
Стимулантите са психоактивни вещества, които повишават физическата и психическата активност. Те намаляват чувството на умора и отпадналост, подобряват тонуса. Действат на централната и периферната нервна система.

## Ефекти
Стимулантите увеличават количеството на допамин и норадреналин, като предизвикват усещане за прилив на енергия, имат тонизиращ ефект, увеличават мотивацията и умствената яснота, създават усещане за неизтощимост и бодрост. Някои от тях премахват чувството на нервност и психическо напрежение, други могат да го засилят.
При употребата им кръвното налягане се покачва, честотата на пулса се променя, дишането се учестява, зениците се разширяват.
При големи дози се наблюдава превъзбуда, напрегнатост, тревожност, безсъние. Предозирането може да доведе до неадекватно поведение и агресия.

## Легален статут
Някои стимуланти са напълно законни и употребата им не е свързана с висок риск, напр. кофеинът.
Други с по-висока степен на токсичност са алкохолът (най-вече етанолът), никотинът, кокаинът, амфетаминът, метамфетаминът и т.н., част от които са незаконни за притежание, употреба и производство.